# IC 1203
IC 1203 је ознака објекта на координатама са ректансцензијом 16h 15m 16,0s и деклинацијом - 22° 20" 30'. Открио га је Џон Мејкон Томе, 1888. године. Каснијим посматрањима на том положају није уочен никакав астрономски објекат.